# Eletrobras
Centrais Eletricas Brasileiras S.A., plus connue sous le nom d'Eletrobras, est une entreprise brésilienne dont le cœur de métier est la production, la distribution et la fourniture de l'électricité via ses filiales régionales. Eletrobas est la plus importante entreprise du secteur électrique d'Amérique latine. À travers ses filiales, Eletrobras contrôle 40 % des capacités de production électriques du Brésil et 69 % du réseau électrique national.

## Historique
La création d'Eletrobras a été proposée en 1954 par le président de l'époque, Getúlio Vargas, dans le cadre du projet de développement Vargas. Le projet s'est heurté à une forte opposition au Congrès, et n'a été approuvé que sept ans plus tard, sous le gouvernement de Joao Goulart. La société a alors pour mission de mener des recherches et des projets de centrales électriques, de lignes de transmission et de postes, afin de répondre à la demande croissante d'électricité du Brésil.
Eletrobras commence à jouer un rôle clé dans le développement de l'économie brésilienne à partir de 1963, un an après sa création, quand entre en service la première unité de la centrale hydroélectrique Furnas (MG), permettant l'alimentation des parcs industriels de Rio de Janeiro, São Paulo et Minas Gerais.
Sous le régime militaire, Eletrobras profite de la tendance au centralisme, et s'affirme comme organisme de planification et de financement, en plus de détenir d'autres entreprises fédérales.
Par la suite, la privatisation et les modifications constitutionnelles ont entraîné un changement du profil de la compagnie, qui perd certaines fonctions.
En 2004, Eletrobras a été exclu du NPD (Programme National de privatisation) et est redevenue une entreprise d'État.
Aujourd'hui, Eletrobras est présent dans tout le Brésil, et a une capacité installée de 39 413 MW de production, étant ainsi la plus grande entreprise dans le secteur de l'électricité d'Amérique latine. Ses centrales représentent environ 38 % de l'énergie produite au Brésil. Les lignes de transport d'électricité appartenant à Eletrobras mesurent près de 60 000 km de long et correspondent à 56 % des lignes électriques du Brésil.
L'État brésilien possède encore 53,9 % des actions de la société et a donc une participation majoritaire dans la société. Le gouvernement fédéral possède 15,5 % des actions privilégiées, et le reste des actions, le flottant, est coté au Bovespa. Eletrobras fait d'ailleurs partie de l'indice Bovespa.
En novembre 2016, Enel annonce l'acquisition de l'entreprise brésilienne Celg-D à Eletrobras pour 647 millions de dollars.
En décembre 2018, Eletrobras annonce la vente de sa filiale de distribution Amazonas Energia à Oliveira Energia-Atem contre la reprise de dette de 2,2 milliards de reais.
En novembre 2019, le gouvernement de Bolsonaro annonce le passage d'une loi sur la privatisation d'Eletrobras. Celle-ci est officiellement adoptée en 2021. L'opposition de gauche s'y est opposée, estimant que cette privatisation conduira à une perte de souveraineté nationale et à une hausse des prix de l’électricité, alors que le gouvernement soutient le contraire.

### Suspicions de corruption
En juillet 2015, la police fédérale brésilienne arrête Othon Luiz Pinheiro da Silva, le PDG de la filiale Eletrobras Eletronuclear (en). Il est accusé d'avoir accepté des pots de vin pour un montant d'1,2 million de dollars dans le cadre de la construction d'une troisième centrale nucléaire brésilienne. Une enquête avait été ouverte à la suite du scandale de corruption qui touche Petrobras et des membres du gouvernement fédéral depuis septembre 2014.
En août 2015, une plainte est déposée devant la Cour fédérale de Manhattan par la ville de Providence (Rhode Island), actionnaire d'Eletrobras. Dans les motifs de sa plainte, la ville de Providence considère que des actes de corruption ont été menés au détriment des actionnaires de l'entreprise.

## Organisation de l'entreprise
Eletrobras finance, coordonne et supervise les projets de développement de ses filiales:
- Filiales spécialisées dans la production et le transport de l'électricité :
  - Eletrobras Chesf (en),
  - Eletrobras Furnas (en),
  - Eletrobras Eletrosul (en),
  - Eletrobras Eletronorte (en),
  - Eletrobras CGTEE (en),
  - Eletrobras Eletronuclear (en).
- Filiales spécialisées dans la distribution de l'électricité :
  - Eletrobras Amazonas Energia,
  - Eletrobras Distribution Acre (en),
  - Eletrobras Distribution Roraima,
  - Eletrobras Distribution Rondônia,
  - Eletrobras Distribution Piauí,
  - Eletrobras Distribution Alagoas
- Filiales chargées de la R&D et de la gestion des participations d'Eletrobras :
  - Eletrobras Cepel (en),
  - Eletrobras Eletropar (en).

La société est par ailleurs propriétaire, au nom de l’État fédéral brésilien, de 50 % de la centrale hydroélectrique d'Itaipu.

## Liste des PDG successifs de l'entreprise
| Entré en fonction en | PDG                               | n°  |
| 1962                 | Paulo Richer                      | 1er |
| 1964                 | José Varonil de Albuquerque Lima  | 2e  |
| 1964                 | Octavio Marcondes Ferraz          | 3e  |
| 1967                 | Mario Penna Bhering               | 4e  |
| 1975                 | Antônio Carlos Magalhães          | 5e  |
| 1978                 | Arnaldo Rodrigues Barbalho        | 6e  |
| 1979                 | Maurício Schulman                 | 7e  |
| 1980                 | José Costa Cavalcanti             | 8e  |
| 1985                 | Mario Penna Bhering               | 9e  |
| 1990                 | José Maria Siqueira de Barros     | 10e |
| 1992                 | Eliseu Resende                    | 11e |
| 1993                 | José Luis Alquéres                | 12e |
| 1995                 | Mario Fernando de Melo Santos     | 13e |
| 1995                 | Antônio José Imbassahy da Silva   | 14e |
| 1996                 | Firmino Ferreira Sampaio Neto     | 15e |
| 2001                 | Cláudio Ávila da Silva            | 16e |
| 2002                 | Altino Ventura Filho              | 17e |
| 2003                 | Luiz Pinguelli Rosa               | 18e |
| 2004                 | Silas Rondeau Cavalcanti Silva    | 19e |
| 2005                 | Aloísio Marcos Vasconcelos Novais | 20e |
| 2006                 | Valter Luiz Cardeal de Souza      | 21e |
| 2008                 | José Antonio Muniz Lopes          | 22e |
| 2010                 | José da Costa Carvalho Neto       | 23e |

## Principaux concurrents
Eletrobras fait partie des principales entreprises du secteur brésilien de l'électricité, parmi lesquelles :
- CPFL Energia
- CEMIG
- Tractebel Energia
- Copel
- CESP
- AES Tiete